# Frank Williams (basket-ball)
Pour les articles homonymes, voir Frank Williams (homonymie) et Williams.
Frank Williams, né le 25 février 1980 à Peoria (Illinois), aux États-Unis, est un joueur américain de basket-ball. Il évolue au poste d'arrière.